# Changing Skins
Changing Skins este o formație românească de rock alternativ, întemeiată în 2009 din inițiativa solistului Horațiu Ghibu (ex-Briefcore, Klon, Rain District) și a chitaristului/compozitorului Ștefan Mustață (ex-Frozen Dusk).  
În vara anului 2011 li se alătură Adrian Cotoară la bas (ex-Lotul Național de Hardcore) și Raluca Pascaru la baterie (Loredana Groza).  
În 2017, colaborarea cu baterista Raluca Pascaru ia sfârșit în termeni amiabili iar trupei i se alătură la baterie Dorian Cazacu (AB4, Blister Blue, The Mono Jacks).  
Formația a lansat pe 13 octombrie 2012 primul material discografic, intitulat Changing Skins. De pe acesta au fost extrase single-urile Ain't Worth It, Baby și Deeper and Deeper. Toate cele trei piese au beneficiat și de videoclipuri.  
Noiembrie 2017 marchează lansarea celui de-al doilea disc al grupului, intitulat Coming Of Age. Single-urile extrase de pe material sunt Full of Dirt, Corporate Life, Restart/Reboot și Coming of Age. Videoclipurile acestora pot fi accesate pe canalul oficial de Youtube al trupei.   
Muzica formației reprezintă o combinație originală de rock & roll, indie rock, elemente electronice, space-rock și pop. Versurile tratează teme existențiale, de la preferința pentru un anumit stil de viață la dragoste.
Pe 10 mai 2024, trupa a revenit în atenția publicului cu un nou single, numit “Play Inside Your Head”. 

## Întemeiere
Formația a luat naștere în anul 2009 când Horațiu Ghibu (voce) l-a cunoscut pe Ștefan Mustață (chitară, compoziție). Cei doi au legat o prietenie puternică bazată pe dragostea pentru muzică. Artiștii au început să lucreze împreună la un proiect căruia i-au dat ulterior numele de Changing Skins.  
Horațiu Ghibu vorbește despre semnificația acestei denumiri: 
"În momentul în care am început acest proiect cu Ștefan, amândoi ne aflam într-o perioadă de schimbare, atât pe plan muzical cât și personal, așa că numele ne-a venit foarte natural." 
Văzând că piesele pe care le lucrau iau o direcție creativă originală și intuind potențialul colaborării, Horațiu și Ștefan s-au decis să întemeieze o formație în adevăratul sens al cuvântului.  
Astfel, în formulă au fost cooptați Adrian Cotoara, în calitate de basist și Raluca Pascaru, la baterie. De la început chimia dintre cei patru a fost inedită iar la repetiții s-a simțit ceva special.  
Acest lucru i-a încurajat pe trupeți să persevereze, ceea ce a dus la crearea melodiilor care vor forma baza albumului cu numărul 1, intitulat chiar Changing Skins.

## Activitate
Activitatea concertistică a debutat în luna octombrie 2011. De atunci, trupa a fost invitată să cânte alături de formații ca: Vița de Vie, Alternosfera, OCS, The Mono Jacks, Blue Nipple Boy, Kumm, Grimus, Les Elephants Bizarres si multe altele.    
Printre realizările Changing Skins din 2011 se numără lansarea primului videoclip intitulat Ain't Worth It, clasarea pe locul 5 în finala concursului GBOB România, cât și promovarea piesei Ain't Worth It în cadrul emisiunilor de la Radio Guerrilla. 
Începutul lui 2012 aduce noi concerte Changing Skins, participarea la turneul Dracula Revolution precum și un nou videoclip - foarte incitant - pentru piesa Deeper and Deeper, piesă prezentă pe primul material discografic.  
Deși videoclipul Deeper and Deeper a fost restricționat de către Youtube pentru persoanele sub 18 ani, acesta reușește să strângă peste 6.000 vizualizări în mai puțin de o săptămâna . 
În topul Radio Guerrilla, formația ajunge pe locul 2, devansând alte trupe foarte cunoscute din România, iar celebra publicație britanică NME prezintă videoclipul “Baby” (piesă înregistrată în cadrul finalei concursului GBOB România 2011) pe site-ul revistei..  
Changing Skins este invitată să deschidă concertul formației finlandeze Apocalyptica în cadrul evenimentului Romanian Rock Meeting din data de 13 mai 2012 de la Arenele Romane, iar cu ocazia festivalului B'estfest Summer Camp, ediția 2012, formația susține un recital pe scena Romanian Future Heroes. 
În data de 13 octombrie 2012 Changing Skins a lansat, la The Silver Church din București, primul material discografic intitulat Changing Skins, un produs multimedia ce va fi distribuit de A&A Records.. Albumul de debut este promovat prin numeroase concerte prin țara. 
Baby, noul videoclip al formației, a fost lansat în data de 23.11.2012 prin intermediul site-ului BestMusic și a primit o nominalizare la ON AIR MUSIC AWARDS, nominalizarea fiind făcută pe baza difuzărilor radio și TV. 
On Air Music Awards este un proiect ce aduce în atenția publicului formații, piese muzicale, producători, regizori, manageri și alți reprezentanți de seamă din industria muzicală românească. 
În cadrul Maximum Rock Awards 2012 formația Changing Skins a câștigat Best Romanian Rock Newcomer, în urma voturilor obținute din partea publicului. 
În acest moment trupa lucrează intens la noile piese ce vor fi incluse pe viitorul material discografic. Acesta va fi lansat până la sfârșitul anului 2014.
In 2013, a avut parte gala de decernare a premiilor muzicale "On Air Music Awards", unde trupa Changing Skins a fost nominalizata la sectiunea "Best Rock Alternative", cu piesa "Baby".
Changing Skins participa la o noua editie a festivalului B'EstFest concertand pe aceeasi scena cu Tiamat  - http://bestfest.ro/editia2013/artists/changing-skins/ Arhivat în 1 noiembrie 2014, la Wayback Machine.
Trupa Changing Skins incepe cu forte noi anul 2014, astfel lanseaza un videoclip pentru primul single de pe viitorul album, intitulat "Full of Dirt" care si-a făcut aparitia si la cateva posturi de radio cum ar fi: Radio Guerrilla, Radio Trib, Romanian Rock Radio, urmat de participarea la evenimentul organizat de catre ArtMania in Silver Church Club, Bucuresti.
Toamna anului 2014 este sarbatorita cu o serie de concerte aniversare, de asemenea lansarea videoclipului piesei "Use Me" care se regaseste pe albumul deja lansat pe piata.
In vara anului 2015, trupa a lansat  single-ul "Coming Of Age" fiind difuzata pe posturile de radio Tananana  in cadrul emisiunii Exit Room prezentata de Bogdan Serban si GoldFM in cadrul emisiunii DobroShow prezentata de catre Mihai Dobrovolschi, piesa va aparea pe viitorul album ce urmeaza sa fie lansat in toamna aceluiasi an. De asemenea, varianta acustica a piesei a beneficiat si de un videoclip in premiera filmat în cadrul recitalului oferit de trupă la UNArte in luna iunie.
Anul 2017 marchează revenirea în forță a grupului, într-un nou line-up. Trupa se desparte în termeni buni de baterista Raluca Pascaru și îl cooptează pe Dorian Cazacu, cunoscut pentru colaborările sale cu AB4. Blister Blue și The Mono Jacks. În data de 24 noiembrie 2017, Changing Skins lansează materialul cu numărul 2 din carieră, LP-ul Coming of Age, în cadrul unui concert la Muzeul Țăranului Român din București.

## Membri
- Horațiu Ghibu - voce (Briefcore, Klon, Rain District)
- Ștefan Mustață - chitară, programming  (Frozen Dusk, Ancore)
- Adi Cotoara - bas (Lotul Național De Hardcore)
- Dorian Cazacu - baterie (AB4, Blister Blue, The Mono Jacks)

### Foști membri
- Raluca Pascaru - baterie (Loredana Groza, AVA)

## Discografie

### Albume de studio
- Changing Skins (2012)
- Coming of Age (2017)

### Single-uri
- Ain't Worth It
- Baby
- Deeper and Deeper
- Full Of Dirt
- All I Need
- Use Me
- Coming Of Age
- Corporate Life
- Restart/Reboot
- Play Inside Your Head

## Videografie
- Ain't Worth It
- Baby
- Deeper and Deeper
- Full Of Dirt
- All I Need
- Use Me
- Coming of Age
- Restart/Reboot
- Corporate Life